# La Pirate
La Pirate és una pel·lícula francesa dirigida per Jacques Doillon, estrenada el 1984. Està pensada com un remake de Tystnaden, la pel·lícula sueca d'Ingmar Bergman estrenada el 1963.

## Sinopsi
Alma estima el seu marit Andrew, però també la bella Carol. Les seves passions la turmenten tant que decideix marxar per sortir de la seva indecisió.

## Repartiment
- Jane Birkin : Alma
- Maruschka Detmers : Carol
- Philippe Léotard : n° 5
- Andrew Birkin : Andrew, le mari
- Laure Marsac : l'enfant
- Michael Stevens : le concierge de l'hôtel
- Didier Chambragne : le coursier
- Arsène Altmeyer : le taxi

## Honors
- César a la millor actriu revelació per a Laure Marsac el 1985.
- Selecció oficial a competició al 37è Festival Internacional de Cinema de Canes l'any 1984.[4]